# Middleton (Tennessee)
Pour les articles homonymes, voir Middleton.
Middleton est une municipalité américaine située dans le comté de Hardeman au Tennessee.
Selon le recensement de 2010, Middleton compte 706 habitants. La municipalité s'étend sur 1,92 mille carré (4,97 km2).
La localité est d'abord connue sous le nom de Jenkins-McCommons Crossing, en l'honneur de deux de ses fondateurs Jesse Jenkins et William Taylor McCommons. Elle devient une municipalité en 1850, l'année suivant sa fondation, et adopte le nom d'un dirigeant du Memphis and Charleston Railroad (en).